# Markus Schleinzer
Markus Schleinzer es un director, actor y director de reparto de origen austriaco. De 1994 al 2010 su trabajo fue principalmente de director de reparto junto a directores como Jessica Hausner, Ulrich Seidl, Benjamin Heisenberg, Shirin Neshat y Michael Haneke. En el 2011 estrena su primer largometraje como director: Michael.

## Filmografía

### Director
- Michael (2011)

### Director de Reparto
- Lovely Rita (2001)
- La Pianiste (2001)
- Hundstage (2001)
- Le temps du loup (2003)
- Hotel (2004)
- Schläfer (2004)
- Lourdes (2009)
- Women Without Men (2009)
- Das weiße Band (2009)
- Der Räuber (2010)